# Get Born Again
«Get Born Again» (c англ. Родись заново) — песня американской гранж-группы Alice in Chains и является наряду с песней «Died» одной из двух последних записанных песен с вокалистом Лейном Стейли, умершего от передозировки наркотиков в 2002 году. Песня была выпущена в качестве ведущего сингла из сборника Nothing Safe: Best of the Box (1999). «Get Born Again» была номинирована на премия «Грэмми» за лучшее исполнение в стиле хард-рок в 2000 году.

## История записи
Музыка была написана гитаристом Джерри Кантреллом и изначально она предназначалась для его второго сольного альбома Degradation Trip. Однако, когда Кантрелл показал песню Лейну Стейли, то Стейли решил написать текст к музыке и в конечном итоге песня была записана с Alice in Chains в 1998 году.
В примечаниях к бокс-сету Music Bank гитарист Джерри Кантрелл сказал о песне:
Мы снова попытались поработать с Дэйвом Джерденом, но из этого ничего не вышло по разным неудобным причинам. Мы выследили его в Лос-Анджелесе, а затем отправились в Сиэтл с Тоби Райтом. Так что, учитывая, что это было сделано в разных штатах с разными продюсерами, я думаю, что это оказалась довольно классическая Алиса.
В последнем телефонном интервью радиопрограмме Rockline в 1999 году Стейли сказал о значении песни:
«[Речь идет] просто о лицемерии, я думаю. Религиозное лицемерие. От кого к кому? Об этом не нужно говорить, что это что-то личное».
В процессе записи  возникали трудности работы из-за того, что Стейли потерял несколько зубов в результате многолетнего употребления наркотиков, что привело к шепелявости, которая повлияла на его речь и на пение.
Также было отмечено болезненное состояние Стейли во время записи песни. Дэйв Джерден, продюсер двух альбомов Alice in Chains, который был первоначально выбран группой для производства, сказал: «Стейли весил восемьдесят фунтов… и был белым, как призрак». Кантрелл отказался комментировать появление вокалиста, лишь ответив: «Я бы предпочел не комментировать это…», а менеджер группы Сьюзан Сильвер сказала, что не видела певца с прошлого года.

## Музыкальный видеоклип
Видеоклип на песню «Get Born Again» был выпущен в 1999 году и режиссёром видео является Пол Федор. На видео изображен изуродованный безумный ученый, пытающийся создать свою собственную версию группы. Кадры Стейли, Кантрелла и барабанщика Шона Кинни были взяты из видео «Sea of Sorrow», а басиста Майка Айнеза из видео «What the Hell Have I». Видео доступно на домашнем видеорелизе Music Bank: The Videos.

## Выпуск и отзывы
«Get Born Again» была выпущена на радиостанции 1 июня 1999 года. Сингл достиг 4-го места в чарте Billboard Mainstream Rock Tracks и 12-го места в чарте Modern Rock Tracks.
«Get Born Again» была номинирована на премия «Грэмми» за лучшее исполнение в стиле хард-рок в 2000 году, но проиграла песне «Whiskey In The Jar» группы Metallica.
Песня также была включена в сборники Music Bank (1999) и The Essential Alice in Chains (2006).
Иногда этой песне приписывают то, что она является одним из самых мрачных синглов группы. Джеймс Хантер из Rolling Stone описал песню как «беспилотник, поднятый зловещими хоралами, закаленный срезками гитар и начатый с интонации Лейна Стейли „Just repeat a couple lines“».

## Треклист
| №  | Название         | Длительность |
| -- | ---------------- | ------------ |
| 1. | «Get Born Again» | 5:25         |
| 2. | «Died»           | 5:58         |

## Участники записи
- Лейн Стейли — ведущий вокал
- Джерри Кантрелл — бэк-вокал, гитара
- Майк Айнез — бас-гитара
- Шон Кинни — ударные

## Чарты
| Чарт (1999)                            | Высшая позиция |
| -------------------------------------- | -------------- |
| США (Billboard Bubbling Under Hot 100) | 6              |
| США (Billboard Mainstream Rock)        | 4              |
| США (Billboard Alternative Airplay)    | 12             |

## Ссылка
- Видеоклип "Get Born Again"